# Wetzendorf (Karsdorf)

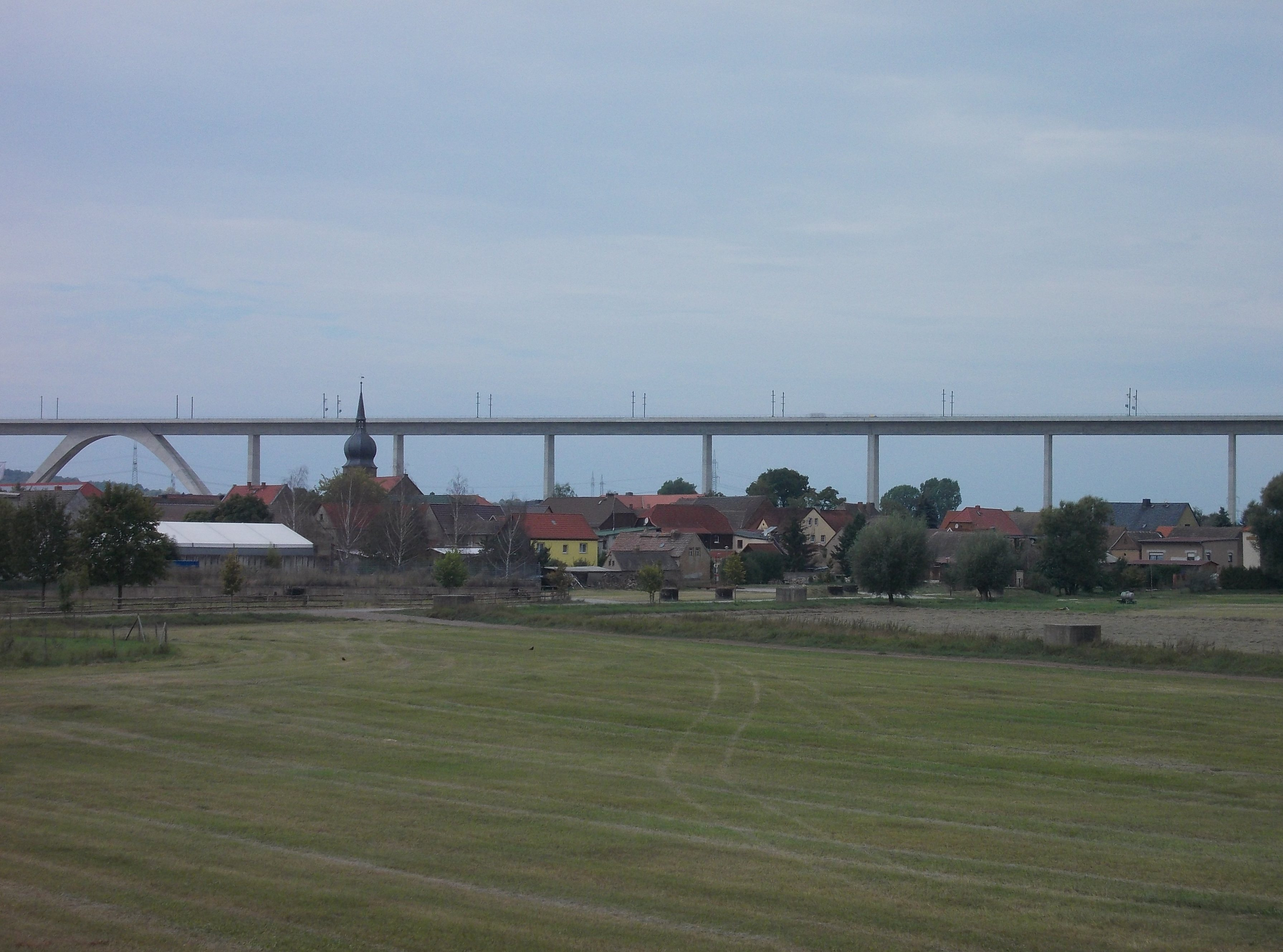
Wetzendorf mit der Unstruttalbrücke

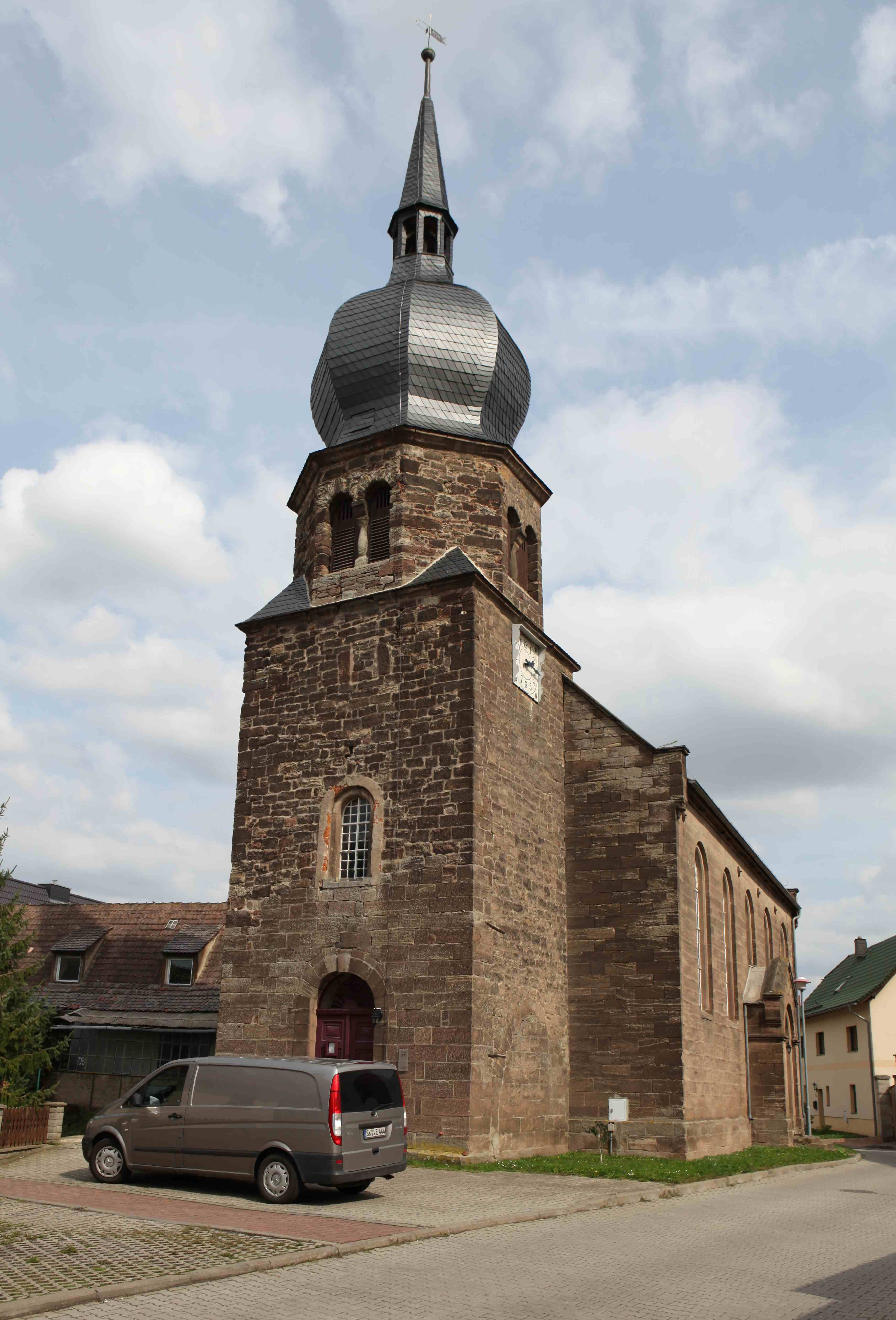
Evangelische Kirche St. Kilian in Wetzendorf

Wetzendorf ist ein Dorf im nördlichen Burgenlandkreis (Sachsen-Anhalt) am rechten Ufer der Unstrut. Es erstreckt sich längs der alten Weinstraße. Seit 1957 ist Wetzendorf Ortsteil der Gemeinde Karsdorf.

## Geschichte
Der als Straßendorf entlang der alten Weinstraße entstandene Ort wird 1061 als Widesendorp, d. h. Dorf eines Widiso, erstmals urkundlich erwähnt. Wetzendorf gehörte zur Herrschaft Wiehe und gelangte mit dieser 1539 an die Herren von Werthern auf Beichlingen. Im Ort befand sich ein Rittergut, das den Besitzern von Nebra unterstand.
Das Geschlecht der Edlen von Wetzendorf, das seit 1061 bezeugt ist, entstammt dem Ort. Letztmals erscheint es im Jahre 1349/50 im Lehnbuch Friedrich des Strengen, als ein „Johannes von Wetzendorf“ als Lehnsträger des Markgrafen seine Besitzung bestätigt bekam.
Die Gerichtsgrenze gegen das Amt Freyburg verlief vom „Katzelholz“ mitten auf der Unstrut und der Unstrutbrücke bei Karsdorf bis an die Wennunger Flur.
Zu der Schäferei in Wetzendorf gehörte auch ein Wohnhaus, für welches Karsdorf Pferdefrone, Handfrone und Baudienste leistete.
Graf Jakob Heinrich von Flemming wurde 1718 erlaubt, eine Schenke oder einen Gasthof zu errichten, „zur Bequemlichkeit der Reisenden“.
Seit 1957 ist Wetzendorf ein Ortsteil von Karsdorf. 1994 wurde ein 3000 Jahre altes Frauenskelett, welches den Namen „Wetzi“ bekam, ausgegraben. Zudem wurden zusätzlich Siedlungsreste aus dieser Zeit geborgen.

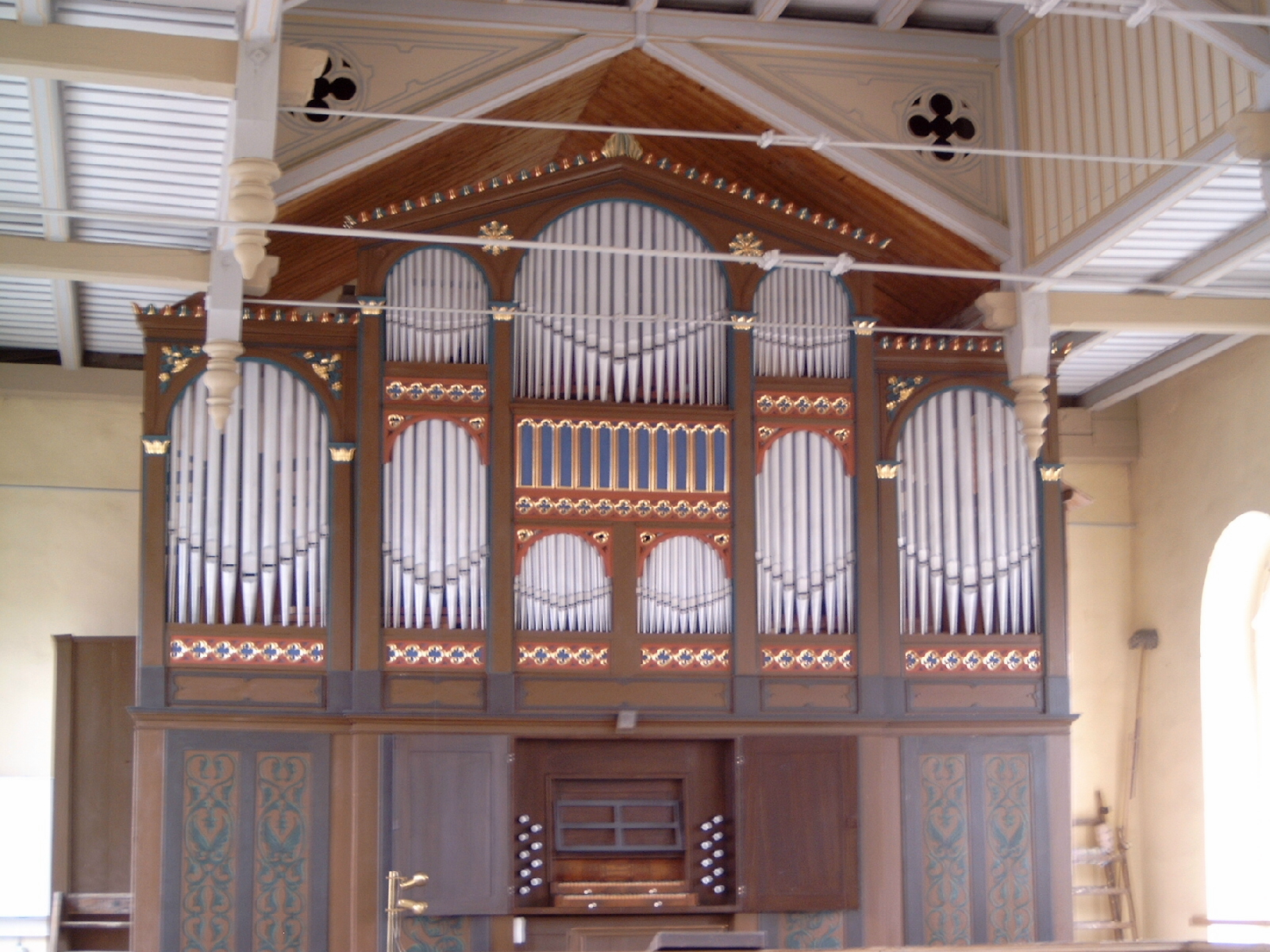
Dorfkirche St. Kilian: Orgelprospekt

Den Mittelpunkt des Dorfes bildet die Kirche St. Kilian im neoromanischen Stil, welche 1867 umgebaut wurde. In ihr befindet sich eine 1868 gebaute Orgel aus der Werkstatt Heerwagen.
In der Zeitspanne von 1955 bis 1985 entstand in dem Ortsteil Wetzendorf das so genannte „Neue Dorf“. Diese Wohnstatt mit einem provinziellen Charakter ist ein Exempel für eine sozialistische Dorfgestaltung zu Zeiten der DDR.

## Verkehr
Westlich des Gemeindegebiets verläuft die Bundesstraße 250, die von Eckartsberga und Querfurt führt, im Osten die Bundesstraße 180, die von Naumburg (Saale) ebenfalls nach Querfurt führt. Karsdorf am linken Unstrutufer liegt mit einem Haltepunkt an der Unstrutbahn von Naumburg nach Artern.
Die Neubaustrecke Erfurt–Leipzig/Halle führt über die 2668 m lange Unstruttalbrücke nördlich am Ort vorbei.

## Söhne und Töchter (Auswahl)
- Johannes Haun (1871–1914), deutscher Marineoffizier